# Petrova Lehota
Petrova Lehota (bis 1927 „Petrová Lehota“; ungarisch Péterszabadja – bis 1907 Petrilehota) ist eine Gemeinde im Nordwesten der Slowakei mit 192 Einwohnern (Stand 31. Dezember 2024) und gehört zum Okres Trenčín, einem Teil des Trenčiansky kraj.

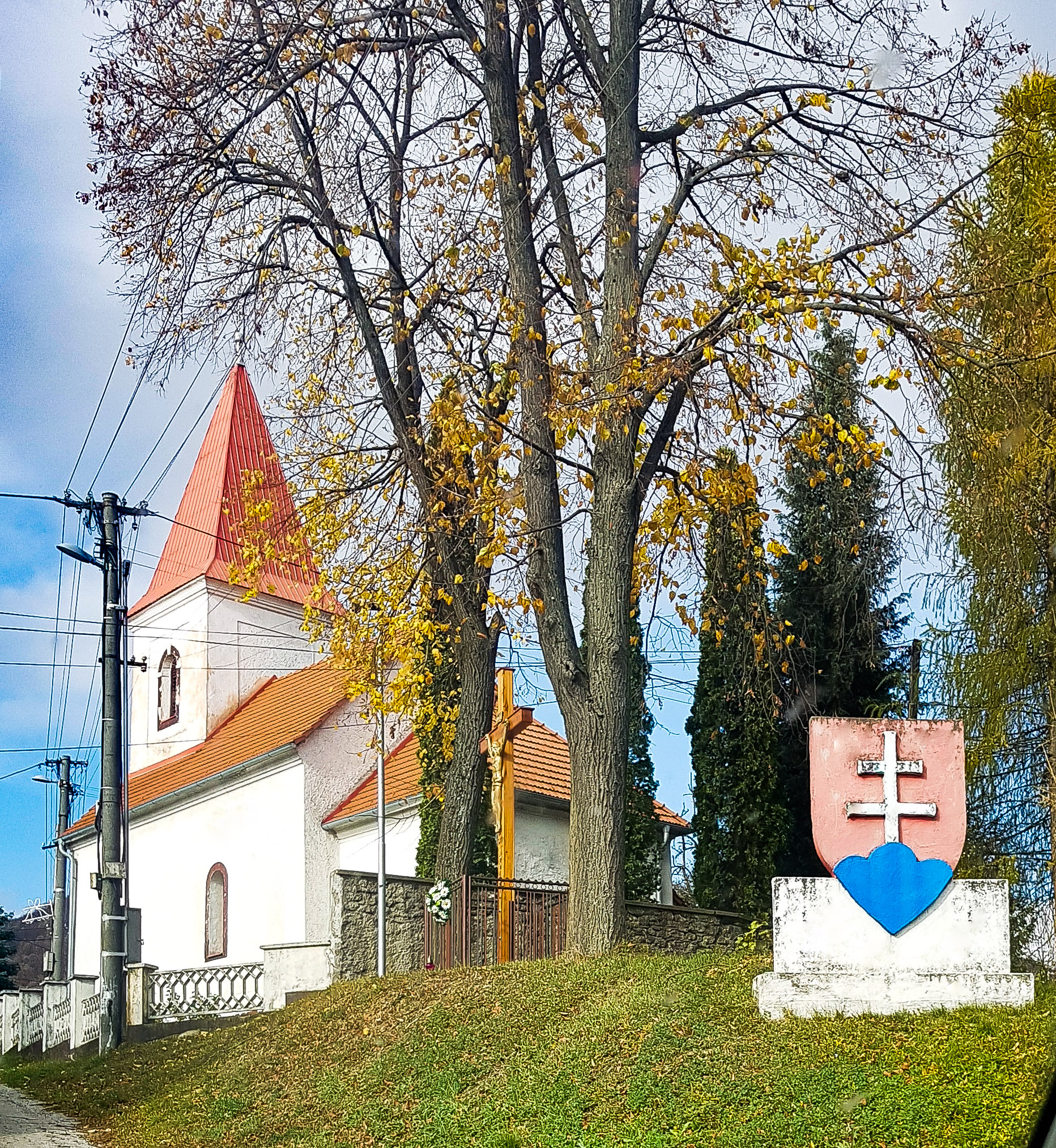
Die Kirche von Petrova Lehota

## Geographie

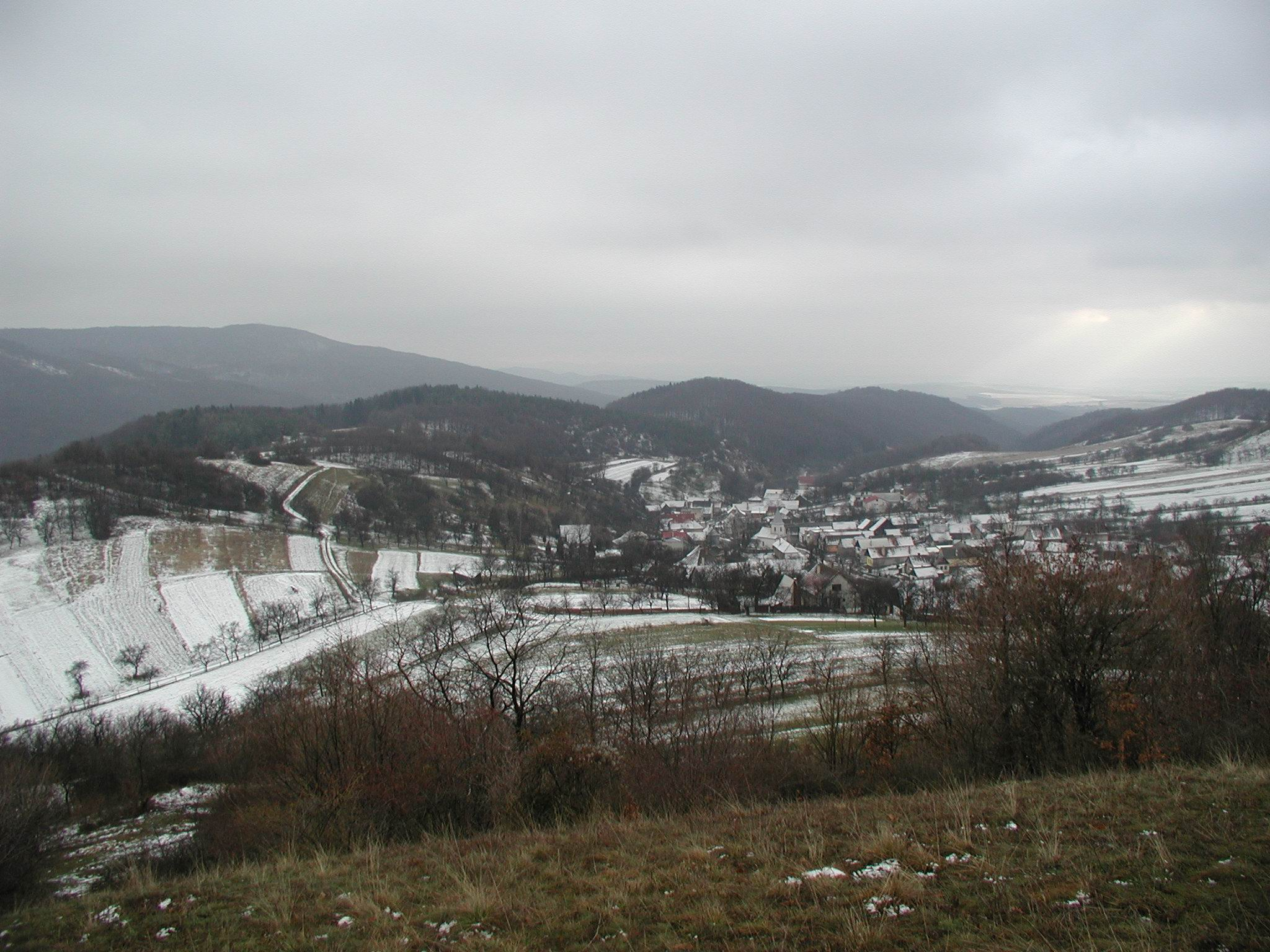
Blick auf den Ort und Umgebung

Die Gemeinde befindet sich im Gebirge Strážovské vrchy im kleinen Tal des Baches Petrovka. Das Ortszentrum liegt auf einer Höhe von 387 m n.m. und ist 20 Kilometer von Bánovce nad Bebravou sowie 23 Kilometer von Trenčín entfernt.
Nachbargemeinden sind Trenčianske Teplice im Norden, Omšenie im Nordosten, Motešice im Osten und Süden sowie Trenčín im Westen und Nordwesten.

## Geschichte
Der Ort wurde gegen Anfang des 14. Jahrhunderts gegründet und wurde zum ersten Mal 1346 als Lyhota Petri schriftlich erwähnt. Gutsbesitzer stammten aus dem Geschlecht Motešický, durch Pfändung war auch die Familie Rozsony beteiligt. 1828 zählte man 24 Häuser und 269 Einwohner, deren Haupteinnahmequelle Landwirtschaft war.
Bis 1918 gehörte der im Komitat Trentschin liegende Ort zum Königreich Ungarn und kam danach zur Tschechoslowakei beziehungsweise heute Slowakei.

## Bevölkerung
| Jahr                | 1994 | 2004 | 2014     | 2024    |
| ------------------- | ---- | ---- | -------- | ------- |
| Anzahl der Personen | 0    | 165  | 182      | 192     |
| Unterschied         |      | –    | +10,30 % | +5,49 % |

| Jahr                | 2023 | 2024    |
| ------------------- | ---- | ------- |
| Anzahl der Personen | 199  | 192     |
| Unterschied         |      | −3,51 % |

Nach der Volkszählung 2021 wohnten in Petrova Lehota 199 Einwohner, davon 102 Männer und 97 Frauen.
158 Einwohner bekannten sich zur römisch-katholischen Kirche. 28 Einwohner waren konfessionslos und fünf gehören dem Islam an.

## Bauwerke und Denkmäler
- römisch-katholische Michaelskirche